# Preisgarantie
Die so genannte Preisgarantie ist die Zusicherung eines anbietenden Unternehmens, in der Regel eines Einzelhandelsunternehmens, seinen Preis eines bestimmten Produkts bzw. Artikels unter gewissen Rahmenbedingungen an den Verkaufspreis eines Mitbewerbers anzupassen (Sachlich zutreffender wären Bezeichnungen wie „Niedrigstpreisgarantie“ oder „Vergleichspreisübernahmegarantie“). Häufig „belohnen“ die Unternehmen ihre Kunden für das Aufdecken eines günstigeren Angebots mit einem zusätzlichen Preisnachlass, der häufig auf das günstigere Angebot bezogen ist.
Die Preisgarantie erfüllt dabei vor allem zwei Funktionen: Zum einen verschaffen sich Unternehmen auf diese Weise einen Überblick über die Preislandschaft eines bestimmten Produktes innerhalb des gesteckten Rahmens – der Kunde wird quasi zum unabhängigen Preisscout ernannt. Zum anderen können auf diese Weise Kunden, unabhängig von der jeweils verfolgten Preispolitik an das Unternehmen gebunden werden, denn dem Kunden wird ja immer der niedrigste Preis garantiert.
Kritisch zu bewerten sind die von einzelnen Unternehmen gesteckten Rahmenbedingungen. Oft werden nur bestimmte Unternehmen oder Preisgattungen als Vergleichspreise zugelassen. Internethändler oder Aktionspreise werden zum Beispiel häufig ausgeschlossen. Im Einzelfall muss dies vom Kunden bewertet werden; ein Händler, der einen eigenen stationären Geschäftsbetrieb führt, hat deutlich höhere Kosten als ein reiner Internethändler. Meist ist der Service bei einem stationären Händler besser, da man einen Ansprechpartner vor Ort hat. Der Ausschluss des Internethandels kann also nur als fair betrachtet werden.
Zudem fordern viele Unternehmen von ihren Kunden einen (schriftlichen) Nachweis über den beim Konkurrenten günstigeren Preis – der nur wenig Interesse daran haben kann, dem Kunden zu einem Kauf bei der Konkurrenz zu verhelfen. In solchen Fällen droht der Preiskampf auf den Schultern des Kunden ausgetragen zu werden, denn die Garantie wird ja nur in Verbindung mit der Konkurrenz ausgesprochen, die ja wiederum nicht garantieren, den günstigeren Preis auch zu belegen.
Unter Wettbewerbsgesichtspunkten ist die Preisgarantie kritisch zu beurteilen: Gibt ein Unternehmen eine Preisgarantie, entmutigt das kosteneffizientere Wettbewerber, niedrigere Preise anzubieten. Dies kann insgesamt zu noch höheren Preisen führen.
Zu unterscheiden von dieser Preisgarantie ist der von Unternehmen angekündigte Garantiepreis, im Handel ein interessantes Instrument der psychostrategischen Preispolitik. Bei ihm wird die Beibehaltung des angekündigten Preises für einen bestimmten Zeitraum garantiert, im Katalog eines Versandhauses z. B. für die Dauer seiner Gültigkeit.
Einige Retailer hatten spezielle Modellvarianten von Geräten angeboten. Mit der neuen Modellbezeichnung ist direkter Vergleich nur anhand der Datenblätter und Produkteigenschaften möglich.